# 避格
避格(缩写：evit)是一种格，应用于澳大利亚原住民语言中，被标记名词被避免或被人所恐惧。

## 用于
如Walmajarri语:
| Yapa-warnti                  | pa-lu    | tjurtu-karrarla | laparnkanja | natji-karti. |
| 孩子们-ABS。PL               | IND-他们 | 尘-AVERSIVE     | 跑开了      | 洞穴-ALL     |
| 孩子们因为沙尘暴跑进了洞穴。 |          |                 |             |              |

后缀-karrarla暗示动作(跑开)是出于避免沙尘暴tjurtu-而发生的。
避格也可用于标记表示害怕的动词的宾语。如贾布盖语：
| Djama-lan   | ŋawu | yarrnga-nj. |
| 蛇-AVERSIVE | 我   | 怕-PAST     |
| 我曾怕蛇。  |      |             |

避格可用在名词化动词上，这时等效于“以免”。例如“以免他们被遗忘”即“避免他们被遗忘”。

## 语言
有避格的语言很少。一般情况下用于避格的词缀还会用于另几种功能。
以下语言有避格：
- 阿兰达语
- 贾布盖语
- 瓦尔曼巴语
- 瓦尔皮利语
- 西部沙漠语
- 伊蒂尼语